# Studzienka w Ciemniaku
Studzienka w Ciemniaku – jaskinia w Dolinie Miętusiej w Tatrach Zachodnich. Wejście do niej położone jest w Dolinie Mułowej, 30 metrów od szczytu Ciemniaka, tuż przy szlaku turystycznym, na wysokości 2093 m n.p.m. Długość jaskini wynosi 17 metrów, a jej deniwelacja 7 metrów.

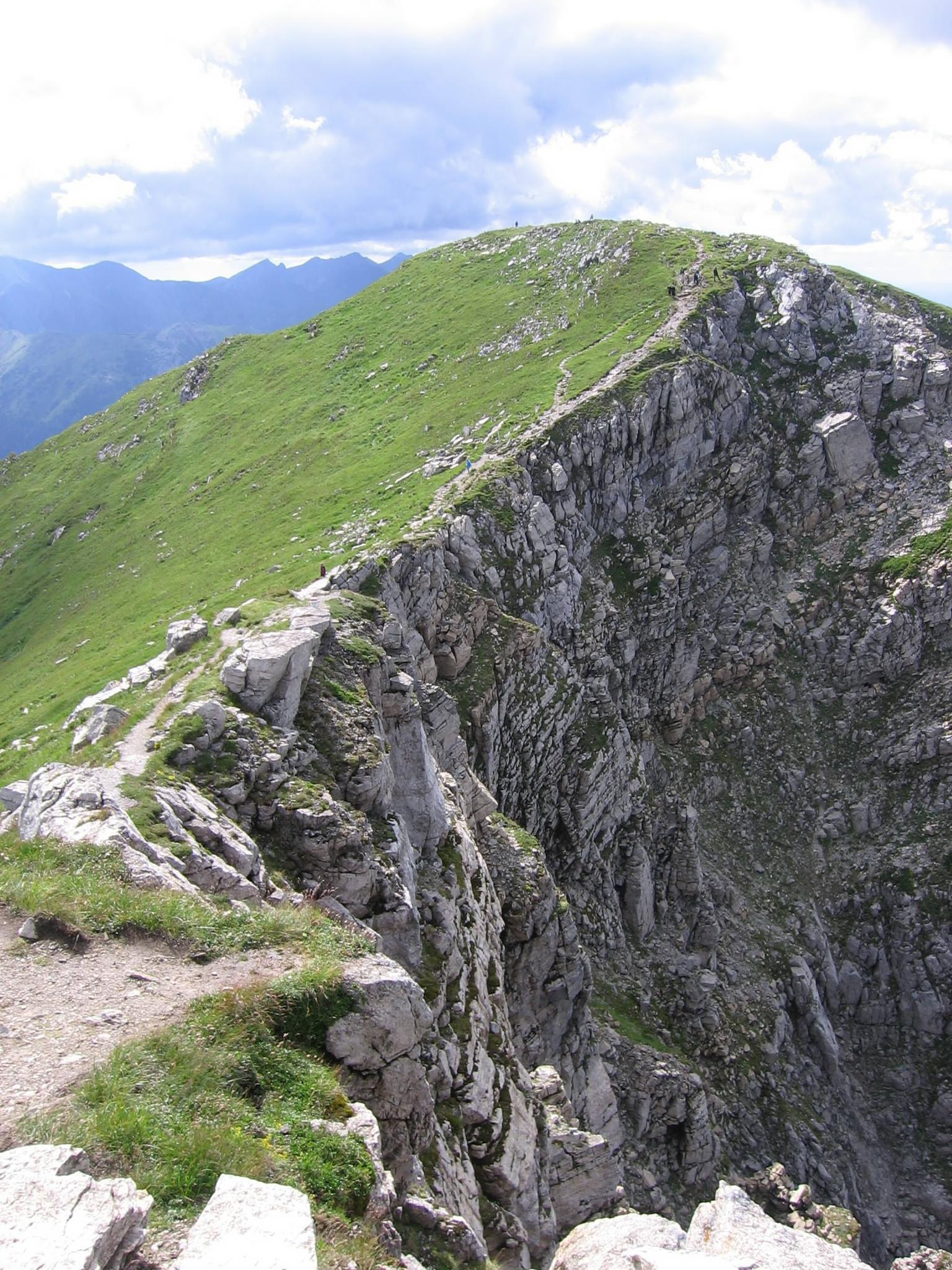
Ściana Ciemniaka opadająca do Doliny Mułowej

## Opis jaskini
Jaskinią jest 3,2-metrowa studzienka zaczynająca się w niewielkim otworze wejściowym. Jej dno stanowi zawalisko, w którym znajdują się dwa kilkumetrowe, szczelinowe korytarzyki. W jednym z nich wykopano wśród głazów 2,5-metrową studzienkę.

## Przyroda
Otwór znajduje się w małym leju krasowym. Nacieki w jaskini nie występują. W studzience rosną mchy i porosty.

## Historia odkryć
Jaskinia była prawdopodobnie znana od dawna. Nie wiadomo kto i kiedy przekopał zawalisko na dnie studzienki.
Opis i plan jaskini wykonała 14 lipca 1979 roku I. Luty przy współpracy T. Ostrowskiego.